# Паксон (Аляска)
Паксон (англ. Paxson) — статистически обособленная местность в зоне переписи населения Коппер-Ривер, штат Аляска, США.

## География
Площадь статистически обособленной местности составляет 824,3 км², из которых 787,4 км² — суша и 37,0 км² — открытые водные пространства. Расположена на берегах озера Паксон, на 298-м км шоссе Ричардсон (англ. Richardson Highway), в месте, где оно пересекается с шоссе Денали, примерно в 100 км от статистически обособленной местности Гулкана.

## Население
По данным переписи 2000 года население статистически обособленной местности составляло 43 человека, 21 совместное хозяйство, 11 семей. Расовый состав: коренные американцы — 0 %; белые — 100 %. Доля лиц в возрасте младше 18 лет — 25,6 %; лиц старше 65 лет — 11,6 %. Средний возраст населения — 40 лет.

## Экономика
Средний доход на совместное хозяйство — $46 500; средний доход на семью — $46 667. Средний доход на душу населения — $26 071. 0 % населения и 0 % семей проживает за чертой бедности.